# Pseudescherichia vulneris
Pseudescherichia vulneris (früher Escherichia vulneris) ist ein Gram-negatives, Oxidase negatives, fermentatives, bewegliches, stäbchenförmiges Bakterium aus der Familie der Enterobakterien. Die meisten Stämme bilden ein gelbes Pigment aus. Es lässt sich häufig von menschlichen Wunden isolieren. Viele Stämme sind resistent gegenüber Penicillin und Clindamycin. Auch Antibiotika wie Carbenicillin, Erythromycin zeigen ebenfalls häufig nur eine eingeschränkte oder gar keine Wirkung mehr. Pseudescherichia vulneris kommt zwar auf Patientenwunden vor, löst jedoch dabei keine Krankheiten aus. Genomische Studien legten eine Neuklassifikation nahe, weshalb der Name geändert wurde.